# حلبة أوسويغو
حلبة أوسويغو للسباقات (بالانجليزية: Oswego Speedway) هي حلبة سباق بيضاوية بطول 5/8 ميل تقع في مدينة أوسويغو بولاية نيويورك. افتتحت الحلبة عام 1951، وتم تمهيدها بالأسفلت منذ عام 1952. وقد استضافت الحلبة جولات من بطولات وطنية مثل جولة ناسكار المعدلة وبطولة الجمعية الأمريكية للسرعة وسلسلة التاج الفضي لـ USAC. وفي عام 2016، تم تغطية الحلبة مؤقتًا بالتراب لتنظيم سباق خاص ضمن سلسلة سوبر ديرت كار.

## التاريخ
بدأت حلبة أوسويغو كمسار لسباقات الخيول، ثم تم تحويلها إلى مضمار ترابي بطول 3/8 ميل في عام 1951، وتم تعبيده في العام التالي. وفي عام 1962، تم تمديد الحلبة لتصبح بطول 5/8 ميل.
كانت الحلبة مملوكة لعائلة كاروسو لأكثر من أربعة عقود، أما الآن فهي مملوكة ومدارة من قبل إيريك وجون توريس.
في عام 2016، استضافت الحلبة النسخة الـ 45 من "أسبوع سوبر ديرت" التابع لمجموعة World Racing، بعدما تأخرت أعمال إنشاء منتزه سباقات سنترال نيويورك. وقد أنفقت ولاية نيويورك مبلغ 1.1 مليون دولار في تحسينات على الحلبة، شملت مدرجات جديدة ولوحة نتائج وأنظمة صرف وكهرباء في مناطق التخييم.
تم إلغاء موسم 2020 بسبب جائحة كوفيد-19، وفي عام 2021، وقّعت الحلبة اتفاقية لبث سباقاتها مباشرة عبر منصة FloRacing.

## الفعاليات السنوية
يُعتبر سباق "كلاسيك عطلة يوم العمال" من أبرز فعاليات الحلبة، حيث فاز به غريغ فورلونغ ست مرات منذ عام 1999. ومن أبرز الفائزين أيضًا بنتلي وارن، وجو غوسيك، وديفي هاميلتون.
وقد شارك في سباق سباق الأبطال (سيارات معدلة) عدد من السائقين البارزين مثل جيف بودن وريتشي إيفانز وجيمي سبنسر.

## السيارات المشاركة
تُعتبر أوسويغو آخر حلبة في العالم تُنظم سباقات سيارات "سوبر موديفايد" أسبوعيًا. وتتميز هذه السيارات بمحرك أمامي بقوة تصل إلى 900 حصان، وموقع مائل إلى اليسار لزيادة الثبات في المنعطفات.
حتى موسم 2018، كانت السيارات تُستخدم دون أجنحة هوائية، وفي 2019، تم اعتماد أجنحة خلفية ثابتة. وتصل سرعات هذه السيارات إلى أكثر من 136 ميلاً في الساعة.
من بين أبرز أبطال الفئة: أوتو سيترلي (9 ألقاب)، نولان سويفت، جيم شامباين، بنتلي وارن، غريغ فورلونغ، ودوغ ديديرو.
تشمل الفئات الأخرى التي تُقام في الحلبة "سوبر موديفايد بمحركات صغيرة" و"سوبر موديفايد المجنحة 350"، إلى جانب استضافة بطولات مثل ISMA وMSA.

## العنوان ومعلومات التواصل
300 شارع إيست ألباني، أوسويغو، نيويورك 13126 – الهاتف: 315-342-0646. تقع الحلبة شمال غرب سيراكيوز، قرب الطريق السريع 481، وتتسع لنحو 10,000 متفرج. مواقف السيارات غير ممهدة وتتوفر شمال وشرق الحلبة.

## روابط خارجية
- الموقع الرسمي

- نتائج السباقات على Oswego Speedway